# Nacaduba plumbata
Nacaduba plumbata är en fjärilsart som beskrevs av Druce 1891. Nacaduba plumbata ingår i släktet Nacaduba och familjen juvelvingar. Inga underarter finns listade i Catalogue of Life.